# Думітра (Алба)
Думітра (рум. Dumitra) — село у повіті Алба в Румунії. Входить до складу комуни Синтімбру.
Село розташоване на відстані 264 км на північний захід від Бухареста, 8 км на схід від Алба-Юлії, 75 км на південь від Клуж-Напоки.

## Населення
За даними перепису населення 2002 року у селі проживали 107 осіб, усі — румуни. Усі жителі села рідною мовою назвали румунську.